# Communauté d'agglomération Hénin-Carvin
Pour les articles homonymes, voir Henin.
La communauté d'agglomération Hénin-Carvin (CAHC) est une intercommunalité française située dans le département du Pas-de-Calais et la région Hauts-de-France. Elle est créée le 1er janvier 2001 avec pour date d’effet le 1er janvier 2001. Son siège est situé dans la commune de Hénin-Beaumont. Elle regroupe 14 communes et totalise 126 840 habitants en 2021. Elle est localisée dans le sud-est du Pas-de-Calais et limitrophe du département du Nord. 
Elle est notamment chargée d'un PCAET et, avec sa voisine la communauté d'agglomération de Lens-Liévin, du schéma de cohérence territoriale (SCOT) de Lens-Liévin-Hénin-Carvin et concernée par la Trame verte et bleue du bassin minier qui se met en place sous l'égide de la Mission Bassin minier.

## Historique
Le 26 avril 1968, le district d'Hénin-Carvin est créé par arrêté préfectoral. Il regroupe alors 15 communes (voir #Composition) et est le premier du bassin minier. En 1971, le nombre de communes est réduit à 14 à la suite de la fusion de Beaumont-en-Artois et d'Hénin-Liétard pour former celle d'Hénin-Beaumont.
Le 1er janvier 2001, le district se transforme en communauté d'agglomération.

## Territoire communautaire

### Géographie

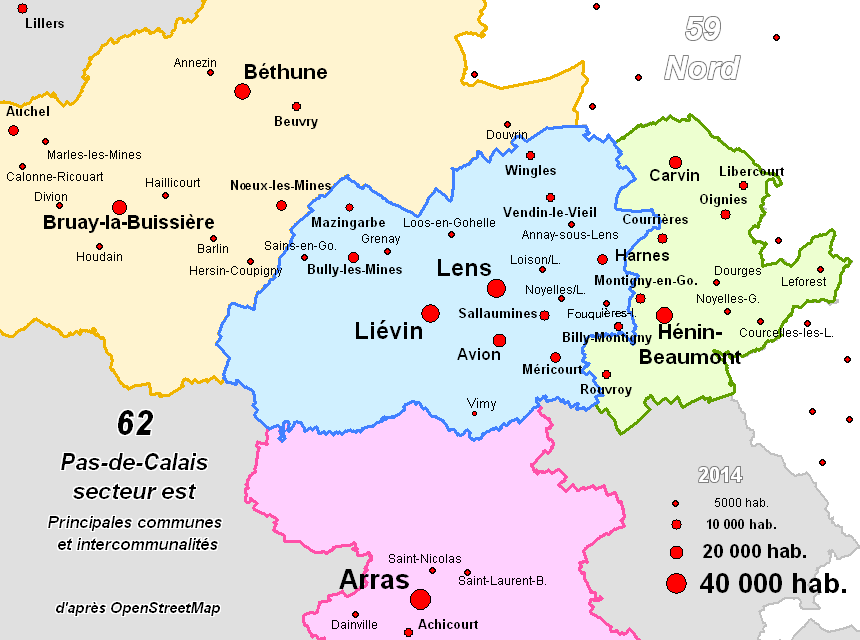
Intercommunalités du secteur est du Pas-de-Calais en 2014 (Arras, Béthune-Bruay, Lens-Liévin, Hénin-Carvin), celle d'Hénin-Carvin est en vert.

La communauté d'agglomération Hénin-Carvin a une superficie de 11 208 ha, soit une densité de 1 131 habitants au kilomètre carré.

#### Localisation
La communauté d'agglomération Hénin-Carvin se situe dans le Pas-de-Calais, dans la région Nord-Pas-de-Calais. Elle est entourée par les communautés d'agglomération de Lens-Liévin à l'ouest, du Douaisis, à l'est, et de Lille Métropole Communauté urbaine au nord.
Située au cœur du bassin minier du Nord-Pas-de-Calais, elle se situe à 25 minutes de Lille et d'Arras dans une région qui a été marqué par une urbanisation et une industrialisation très fortes. Elle est la partie la plus dense du bassin minier.

#### Nature et paysages
Les principaux espaces non-bâtis sont pour la majorité des zones agricoles (53 % du territoire). Elles sont placés au nord, à côté de Carvin, au centre sur Hénin-Beaumont, Courrières, Dourges et au sud à Drocourt, Bois-Bernard et Hénin-Beaumont.
Le taux de boisement est, comme pour le reste de la région Nord-Pas-de-Calais, très faible (4 % du territoire). Mis à part les espaces naturels avec des boisements ponctuels, le bois de l’Épinoy (Carvin, Libercourt) et le bois de l’Offlarde (Leforest et Libercourt) sont les seuls massifs forestiers de l’agglomération.
Sept zones d'espace sont recensées en zone naturelle d'intérêt écologique, faunistique et floristique de type I, soit une superficie de 1 777 ha environ, ainsi qu'une zone en Natura 2000 mais ces zones sont très faibles par rapport au reste de la région.
Dans le cadre de la déclinaison locale de la trame verte et bleue deux parcours de découverte ont été aménagés, dits « Boucle des Trois cavaliers » et « boucle « D’un parc à l’autre » » (20 km) après un travail de renaturation d'anciens cavaliers (16 000 arbres et arbustes d'essences locales, pour la seconde boucle) de manière à aussi restaurer une fonction de corridor écologique tout en permettant la randonnée pédestre et cycliste. Une troisième boucle communautaire est prévue, qui doit relier ces boucles entre Noyelles-Godault et Courcelles-les-Lens, avec de futures liaisons écopaysagères vers le Parc de la Deûle (et notamment le parc Mosaïc) en s'appuyant sur les berges du Canal de Seclin au nord et la future trame verte de Lens-Liévin au sud. Ce circuit de trame verte et bleue inclut deux Espaces naturels sensibles, le Tour d’Horloge et la Gare d'eau).
Ce territoire fait partie de la « Chaine des terrils » qui, avec un CPIE (CPIE de la chaine des terrils) met en valeur des terrils plus ou moins végétalisés, qui sont à la fois des éléments de la trame verte et bleue, des attractions touristiques, des sites de proximité et de sport nature ou de détente pour un public local (certains étant aménagés avec par exemple une piste de ski, un stade de trail). Le 28 décembre 2016, l’État français a classé par décret 78 terrils formant « La chaîne des terrils du Bassin minier du Nord de la France », gérés par un Comité des propriétaires et gestionnaires de la Chaîne des terrils.

### Composition
En 2022, la communauté d'agglomération est composée des 14 communes suivantes :

| Nom                    | Code Insee | Gentilé         | Superficie (km2) | Population (dernière pop. légale) | Densité (hab./km2) |
| ---------------------- | ---------- | --------------- | ---------------- | --------------------------------- | ------------------ |
| Hénin-Beaumont (siège) | 62427      | Héninois        | 20,72            | 25 764 (2022)                     | 1 243              |
| Bois-Bernard           | 62148      | Bois-Bernardins | 3,97             | 833 (2022)                        | 210                |
| Carvin                 | 62215      | Carvinois       | 21,03            | 17 966 (2022)                     | 854                |
| Courcelles-lès-Lens    | 62249      | Courcellois     | 5,56             | 8 015 (2022)                      | 1 442              |
| Courrières             | 62250      | Courrièrois     | 8,63             | 10 160 (2022)                     | 1 177              |
| Dourges                | 62274      | Dourgeois       | 10,48            | 6 068 (2022)                      | 579                |
| Drocourt               | 62277      | Drocourtois     | 3,4              | 2 952 (2022)                      | 868                |
| Évin-Malmaison         | 62321      | Évinois         | 4,57             | 4 657 (2022)                      | 1 019              |
| Leforest               | 62497      | Leforestois     | 6,22             | 7 120 (2022)                      | 1 145              |
| Libercourt             | 62907      | Libercourtois   | 6,6              | 8 047 (2022)                      | 1 219              |
| Montigny-en-Gohelle    | 62587      | Montignois      | 3,5              | 9 667 (2022)                      | 2 762              |
| Noyelles-Godault       | 62624      | Noyellois       | 5,45             | 5 949 (2022)                      | 1 092              |
| Oignies                | 62637      | Oigninois       | 5,52             | 10 260 (2022)                     | 1 859              |
| Rouvroy                | 62724      | Rouvroysiens    | 6,42             | 8 675 (2022)                      | 1 351              |

### Démographie
| 1968    | 1975    | 1982    | 1990    | 1999    | 2010    | 2015    | 2021    |
| ------- | ------- | ------- | ------- | ------- | ------- | ------- | ------- |
| 127 920 | 126 887 | 128 905 | 129 039 | 125 313 | 123 680 | 125 608 | 126 840 |

### Logement
En 2022, le nombre total de logements dans la communauté d'agglomération était de 56 891, alors qu'il était de 54 592 en 2016 et de 52 171 en 2011
, soit une progression du nombre total de logements de 9,0 % depuis 2011.
Parmi ces 56 891 logements, 92,4 % étaient des résidences principales, (soit 52 562 logements), 0,4 % des résidences secondaires et 7,2 % des logements vacants. Ces logements étaient pour 81,5 % d'entre eux des maisons individuelles et pour 18,0 % des appartements.
Sur les 52 562 résidences principales, 51,7 % sont occupées par des propriétaires, 46,5 % par des locataires et 1,7 % par des personnes logées gratuitement.
Le tableau ci-dessous présente la typologie des logements dans la communauté d'agglomération en 2022 en comparaison avec celle du Pas-de-Calais et de la France entière. Une caractéristique marquante du parc de logements est ainsi la faible proportion des résidences secondaires et logements occasionnels (0,4 %) par rapport au département (6,6 %) et à la France entière (9,7 %) ainsi que d'une proportion de logements vacants (7,2 %) inférieure à celle du département (7,2 %) et de la France entière (8 %).
| Typologie                                               | Communauté d'agglomération | Pas-de-Calais | France entière |
| ------------------------------------------------------- | -------------------------- | ------------- | -------------- |
| Résidences principales (en %)                           | 92,4                       | 86,2          | 82,3           |
| Résidences secondaires et logements occasionnels (en %) | 0,4                        | 6,6           | 9,7            |
| Logements vacants (en %)                                | 7,2                        | 7,2           | 8              |

Le tableau ci-dessous présente le type de combustible principal utilisé dans les résidences principales ainsi que l'évolution des différents types de combustible entre 2011 et 2022.
| Type de combustible principal du logement | Communauté d'agglomération | Communauté d'agglomération | Communauté d'agglomération | Pas-de-Calais 2022 |
| Type de combustible principal du logement | 2011                       | 2022                       | △                          | Pas-de-Calais 2022 |
| ----------------------------------------- | -------------------------- | -------------------------- | -------------------------- | ------------------ |
| Gaz de ville - réseau de chaleur          | 68,7 %                     | 69,2 %                     | 0,5                        | 51,7 %             |
| Fioul (mazout)                            | 4,0 %                      | 2,0 %                      | -2,0                       | 7,4 %              |
| Électricité                               | 17,4 %                     | 19,5 %                     | 2,1                        | 24,4 %             |
| Gaz en bouteilles ou en citerne           | 0,9 %                      | 0,4 %                      | -0,5                       | 1,0 %              |
| Autres (bois, solaire, géothermie, etc.)  | 8,9 %                      | 8,9 %                      | 0                          | 15,5 %             |

### Économie

#### Revenus de la population et fiscalité
En 2021, la communauté d'agglomération compte 51 104 ménages fiscaux, regroupant 122 103 personnes.
En 2021, le revenu fiscal médian par ménage, le taux de pauvreté des ménages et la part des ménages fiscaux imposés de la communauté d'agglomération, du département du Pas-de-Calais et de la métropole sont les suivants :
- le revenu fiscal médian par ménage de la communauté d'agglomération est de 19 420 €, inférieur à celui du département du Pas-de-Calais (20 720 €) et inférieur à celui de la France métropolitaine (23 080 €)[Insee 8],[Insee 9],[Insee 10] ;
- le taux de pauvreté des ménages de la communauté d'agglomération est de 22,1 %, supérieur à celui du département du Pas-de-Calais (18,4 %) et supérieur à celui de la métropole (14,9 %)[Insee 11],[Insee 12],[Insee 13] ;
- la part des ménages fiscaux imposés dans la communauté d'agglomération est de 39,4 %, inférieure à celle du département du Pas-de-Calais (44,1 %) et inférieure à celle de la métropole (53,4 %)[Insee 8],[Insee 9],[Insee 10].

#### Emploi
|                       | 2011   | 2016   | 2022   |
| --------------------- | ------ | ------ | ------ |
| CA d'Hénin-Carvin     | 18,6 % | 19,6 % | 15,9 % |
| Département           | 11,3 % | 13,7 % | 11,2 % |
| France métropolitaine | 11,6 % | 13,7 % | 11,7 % |

En 2022, la population âgée de 15 à 64 ans s'élève à 77 739 personnes, parmi lesquelles on compte 71,0 % d'actifs (59,7 % ayant un emploi et 11,3 % de chômeurs) et 29,0 % d'inactifs,. En 2022, le taux de chômage (au sens du recensement) des 15-64 ans est supérieur à celui du département et supérieur à celui de la France métropolitaine.
La communauté d'agglomération compte 43 532 emplois en 2022, contre 40 499 en 2016 et 39 696 en 2011. Le nombre d'actifs ayant un emploi résidant dans la communauté d'agglomération est de 46 903, soit un indicateur de concentration d'emploi de 92,8 et un taux d'activité parmi les 15 ans ou plus de 55,3 %.
Sur ces 46 903 actifs de 15 ans ou plus ayant un emploi, 38 061 travaillent dans la communauté d'agglomération, soit 81 % des habitants. Pour se rendre au travail, 83,7 % des habitants de la communauté d'agglomération utilisent une voiture, un camion ou une fourgonnette, 6,7 % les transports en commun, 6,8 % s'y rendent en deux-roues motorisé, à vélo ou à pied et 2,7 % n'ont pas besoin de transport (travail au domicile).

#### Entreprises et commerces

##### Activités hors agriculture
En 2022, 6 254 établissements marchands non agricoles sont économiquement actifsdans la  communauté d'agglomération,,.
| Secteur d'activité                                                                                        | CA d'Hénin-Carvin | CA d'Hénin-Carvin | Département |
| Secteur d'activité                                                                                        | Nombre            | %                 | %           |
| --- | ----------------- | ----------------- | ----------- |
| Ensemble                                                                                                  | 6 254             | 100 %             | (100 %)     |
| Industrie manufacturière, industries extractives et autres                                                | 386               | 6,2 %             | (5,3 %)     |
| Construction                                                                                              | 626               | 10,0 %            | (11,7 %)    |
| Commerce de gros et de détail, transports, hébergement et restauration                                    | 1 985             | 31,7 %            | (22,5 %)    |
| Information et communication                                                                              | 139               | 2,2 %             | (3,6 %)     |
| Activités financières et d'assurance                                                                      | 229               | 3,7 %             | (5,3 %)     |
| Activités immobilières                                                                                    | 177               | 2,8 %             | (5,7 %)     |
| Activités spécialisées, scientifiques et techniques et activités de services administratifs et de soutien | 849               | 13,6 %            | (20,2 %)    |
| Administration publique, enseignement, santé humaine et action sociale                                    | 1 201             | 19,2 %            | (15,8 %)    |
| Autres activités de services                                                                              | 662               | 10,6 %            | (9,9 %)     |

Deux secteurs sont prépondérants dans la communauté d'agglomération avec 50,9 % du nombre total d'établissements : celui du commerce de gros et de détail, des transports, de l'hébergement et de la restauration et celui de l'administration publique, enseignement, santé humaine et action sociale, contre 38,3 % au niveau département.

#### Tourisme

##### Hôtellerie, camping et autres hébergements collectifs
Au 1er janvier 2025, la communauté d'agglomération d'Hénin-Carvin dispose de neuf hôtels pour une capacité totale de 578 chambres, d'aucun camping et d'aucun autre type d'hébergement collectif,.

## Politique et administration

### Siège
Le siège de la communauté d'agglomération se situe à Hénin-Beaumont, au 242 boulevard Schweitzer.

### Élus
La communauté d'agglomération est administrée par un conseil communautaire composé, pour le mandat 2020-2026, de 61 conseillers communautaires[réf. nécessaire] représentant chacune des communes membres et répartis de la manière suivante[réf. nécessaire], en fonction de leur population :
- 12 délégués pour Hénin-Beaumont  ;
- 8 délégués pour Carvin ;
- 5 délégués pour Courrières, Montigny-en-Gohelle et Oignies ;
- 4 délégués pour Courcelles-lès-Lens, Libercourt et Rouvroy ;
- 3 délégués pour Dourges, Leforest et Noyelles-Godault ;
- 2 délégués pour Drocourt et Évin-Malmaison ;
- 1 délégué et son suppléant pour Bois-Bernard.

Au terme des élections municipales de 2020 dans le Pas-de-Calais, le conseil communautaire renouvelé a réélu son président, Christophe Pilch, maire de Courrières, et élu ses 14 vice-présidents, qui sont : 
1. Fabienne Dupuis, maire d’Oignies, déléguée aux Ressources humaines et à l’Égalité femmes-hommes ;
2. Christian Musial, maire de Leforest, délégué à la Transition écologique ;
3. Valérie Cuvillier, maire de Rouvroy, déléguée aux Grands projets communautaires ;
4. Philippe Kemel, maire de Carvin, délégué à la Politique de la Ville et à la Participation citoyenne ;
5. Valérie Petit, maire d’Évin-Malmaison, déléguée au Sport ;
6. Marcello Della Franca, maire de Montigny-en-Gohelle, délégué à l’Aménagement du territoire et à la Rénovation de l’habitat ;
7. Édith Bleuzet, maire de Courcelles-lès-Lens, déléguée à la Culture et au Rayonnement touristique ;
8. Daniel Maciejasz, maire de Libercourt, délégué à l’Administration générale et à la Mutualisation ;
9. Bernard Czerwinski, maire de Drocour, délégué à la Santé et à l’Accès au soin ;
10. Jean-Marie Monchy, maire de Bois-Bernard, délégué au Service public de l’eau ;
11. Gérard Bizet, maire de Noyelles-Godault, délégué à la Réduction et à la valorisation des déchets ;
12. Régis Delattre, adjoint au maire de Carvin, délégué aux Finances ;
13. Didier Bonnet, adjoint au maire de Rouvroy, délégué à la Prévention de la délinquance et à la Lutte contre les discriminations ;
14. François Théret, adjoint au maire de Courrières, délégué à l’Emploi et au Développement économique.

Le bureau communautaire pour la mandature 2020-2026 regroupe le président, les 14 vice-présidents et deux autres membres, Steeve Briois, maire d'Hénin-Beaumont et Tony Franconville, maire de Dourges, de manière que chaque commune membre y soit représentée.

### Liste des présidents
| Période      | Période                    | Identité             | Étiquette    | Qualité |
| ------------ | -------------------------- | -------------------- | ------------ | --- |
| 1968         | 1989                       | Jacques Piette       | SFIO puis PS | Maire d'Hénin-Beaumont (1969 → 1989) Conseiller général d'Hénin-Beaumont (1967 → 1985) |
| 1989         | 2001                       | Pierre Darchicourt   | PS           | Maire d'Hénin-Beaumont (1989 → 2001) Conseiller général d'Hénin-Beaumont (1985 → 1992) |
| 2001         | 2008                       | Albert Facon         | PS           | Maire de Courrières (1981 →2003) Député du Pas-de-Calais (1997 → 2012) |
| 2008         | octobre 2017               | Jean-Pierre Corbisez | PS           | Attaché parlementaire Maire d’Oignies (1995 → 2017) Conseiller général de Courrières (2001 → 2015) Sénateur du Pas-de-Calais (2017 → ) Démissionnaire à la suite de son élection comme sénateur |
| octobre 2017 | En cours (au 23 juin 2022) | Christophe Pilch     | PS           | Maire de Courrières (2003 → ) Conseiller régional (2010 → 2015 ) Ancien[Quand ?] président du SDIS 62 Réélu pour le mandat 2020-2026                                                            |

### Compétences
La communauté d'agglomération, créée le 1er janvier 2001, a repris le périmètre du district du même nom, ainsi que ses compétences, en les élargissant, dans les conditions définies par le code général des collectivités territoriales, et notamment[réf. nécessaire] :
- assainissement, eaux usées et pluviales,
- eau potable,
- déchets ménagers, collecte et incinération incluant le tri sélectif ainsi que la prévention (une partie a été transmise au SYMEVAD),
- environnement,
- aménagement du territoire,
- politique de la ville et logement,
- développement économique.

La communauté pilote la politique du logement sur le territoire et est chargée de la rédaction du programme local d'habitat.
La communauté est également chargée de la politique environnementale du territoire. En effet, depuis la loi du 12 juillet 2010 portant engagement national pour l'environnement dit "Grenelle II" impose aux EPCI de plus de 50 000 habitant la rédaction d'un plan climat air énergie territorial. Cette obligation, renforcée par la loi de transition énergétique pour la croissance verte (LTECV) de 2015. 

### Budget et fiscalité
La communauté d'agglomération est un établissement public de coopération intercommunale à fiscalité propre.
Afin de financer l'exercice de ses compétences, l'intercommunalité perçoit, comme l'ensemble des communautés d'agglomération, la fiscalité professionnelle unique (FPU) – qui a succédé à la taxe professionnelle unique (TPU) – et assure une péréquation de ressources entre les communes résidentielles et celles dotées de zones d'activité.
Elle ne reverse pas de dotation de solidarité communautaire (DSC) à ses communes membres.

### Identité visuelle

Évolution du logo
Logo de [Quand ?] à [Quand ?].
Logo depuis [Quand ?].

## Projets et réalisations
Conformément aux dispositions légales, une communauté d'agglomération a pour objet d'associer « au sein d'un espace de solidarité, en vue d'élaborer et conduire ensemble un projet commun de développement urbain et d'aménagement de leur territoire ».

### Réalisations
En 1984, le district met en place une société de transport en commun qui traverse la totalité de son territoire, et, en 2000, les membres du Conseil votent la fin du district d'Hénin-Carvin, et la création de la communauté d'agglomération Hénin-Carvin (CAHC), qui est créée par arrêté préfectoral au 1er janvier 2001.
En 2003 : la CAHC met en place avec la communaupole de Lens-Liévin le Schéma de cohérence territoriale (SCOT). La même année est créé le syndicat mixte des transports.
Au début des années 1970, deux dossiers importants font surface. Le premier est l'usine d'incinération des déchets ménagers, en 1973, à Hénin-Beaumont. Le second dossier est en 1975, l'accueil des animaux égarés ou abandonnés. En 1977, une station d"épuration des eaux usées est installée à Hénin-Beaumont, et la seconde, dix ans après, en 1987, à Courcelles-les-Lens. 
En 1984, les premiers autobus de transports en commun circulent dans les quatorze communes. En 1988, le câble apparaît dans les 48 000 habitations du territoire permettant de regarder 21 chaînes de télévision.
Une nouvelle station d'épuration est bâtie à Carvin en 1992, suives, l'année suivante de deux déchèteries, l'une à Hénin-Beaumont et l'autre à Évin-Malmaison. Une troisième voit le jour en 1995 pour une accessibilité sept jours sur sept. Enfin une quatrième est installée à Courrières en 1996. Puis en 1997, un ramassage des végétaux est proposé aux habitants une fois par semaine.
En 1993, le district signe le contrat d'agglomération avec l'État et le conseil régional et un plan local d’insertion par l’économique est mis en place en 1996. En 1999, les fonds pour couvrir la plateforme multimodale de Dourges sont débloqués.
Pour la réhabilitation en 2000 de l’usine d’incinération des déchets, deux ans de travaux et 51 millions de francs auront été nécessaires. En 2002, le tri sélectif concerne l'ensemble des 14 communes.
En 2003, la plateforme multimodale de Dourges (Delta 3) est ouverte. ILTV[Quoi ?] naquit et donna à l'agglomération sa propre chaîne de télévision. Le schéma de cohérence territoriale et le syndicat mixte des transports sont créés avec la Communaupole de Lens-Liévin.
En 2007, Delta 3 est rejoint par de grands noms comme Fnac éveil et jeux, Yamaha, Leroy Merlin, Kiabi, Kuehne et Nagel, Décathlon
L'activité d'entreprise
D'après le magazine économique L'Entreprise en 2007, sur toutes les « agglos de 100 000 à 200 000 habitants », celle d'Hénin-Carvin est placé en 32e et dernière position. Mais il semblerait que leurs calculs soient mauvais car il serait dénué d'un aéroport, tandis que l'aéroport de Lille - Lesquin serait à vingt minutes grâce à l'autoroute. Le coût du péage vers Paris serait aussi trop cher (13,60 €). Le plus inquiétant est que le magazine n'a trouvé aucune zone commerciale à Hénin-Beaumont alors que les Bords-des-Eaux sont remplis d'activité.

### Projets
En 2021, la communauté d'agglomération Hénin-Carvin adopte un projet de territoire écologique dont l'objectif est de permettre au territoire de rattraper son retard en matière de développement durable, de lutter contre la pollution de l'air et industrielle. Dans le cadre de ce projet de territoire, le Président Christophe PILCH fait de la fusion avec la Communaupole de Lens-Liévin une priorité à l'échéance 2026[réf. nécessaire].